# Flashlight
Flashlight är en låt framförd av sångerskan Kasia Moś. Låten är skriven och producerad av Rickard Bonde Truumeel, Pete Barringer samt artisten själv.

## Eurovision
Bidraget som representerade Polen i den första semifinalen av Eurovision Song Contest 2017, med startnummer 11, gick med 119 poäng och på en niondeplacering vidare till stora finalen. Väl där hamnade det på 22:a plats med 64 poäng.